# 阿普頓 (緬因州)
阿普頓（英語：Upton）是一個位於美國緬因州牛津縣的鎮。

## 人口
根據2020年美國人口普查的數據，阿普頓的面積為108.34平方千米，當中陸地面積為102.33平方千米，而水域面積為6.01平方千米。當地共有人口69人，而人口密度為每平方千米1人。